# سریک
سریک یکی از روستاهای استان آذربایجان شرقی است که در دهستان چاراویماق مرکزی بخش مرکزی شهرستان چاراویماق واقع شده‌است.